# 朗德萊克 (明尼蘇達州)
朗德萊克（英語：Round Lake）是一個位於美國明尼蘇達州諾布爾斯縣的城市。

## 人口

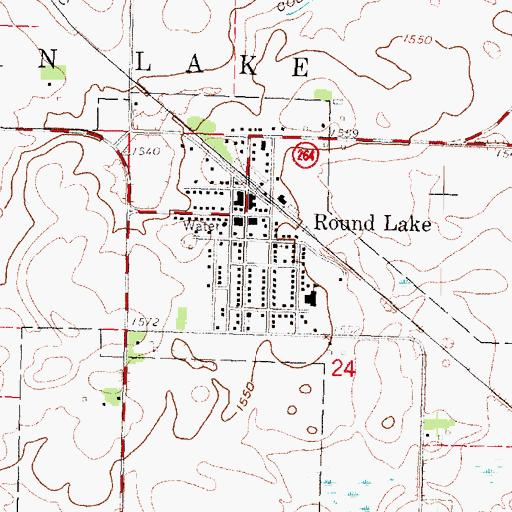
朗德萊克的地形圖

根據2020年美國人口普查的數據，朗德萊克的面積為1.89平方千米，當中陸地面積為1.88平方千米，而水域面積為0.01平方千米。當地共有人口377人，而人口密度為每平方千米199人。